# 震雄集團

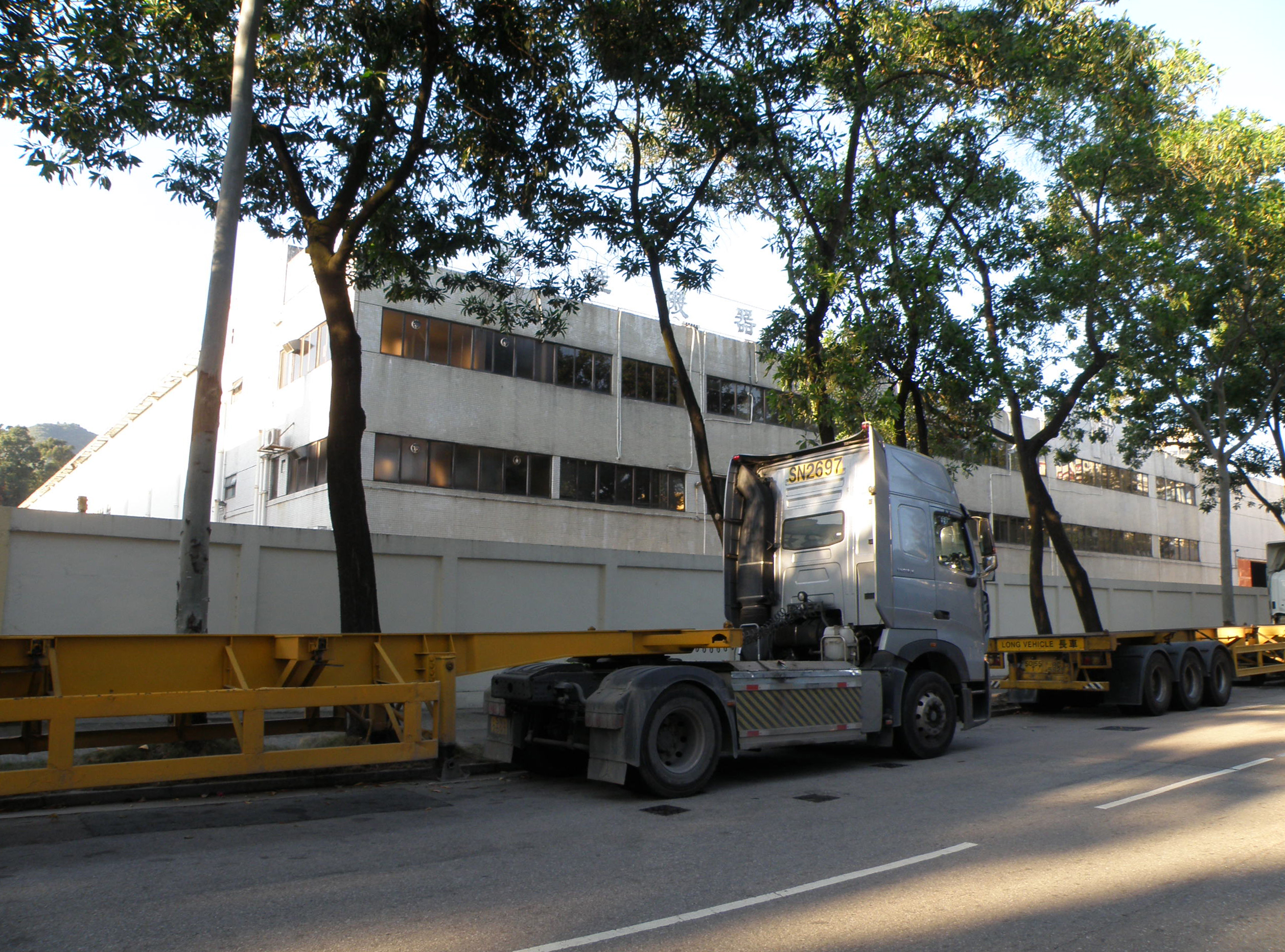
震雄集團前總部

震雄集團有限公司（港交所：00057）是一家在香港交易所上市的工業公司，前身是蔣震和友人合資成立的震雄機器廠，當時只是一家小型工廠。隨著中國於1980年代改革開放，震雄集團返回中國大陸設廠。現時，震雄集團己發展為全球注塑機的主要生產商之一。目前震雄集團在兩岸三地均有設廠，香港總部當時設在香港大埔，現時為位置天后萬國寶通中心20樓，台灣則建於桃園市中壢區。全線鎖模力由20噸微型至6,500噸超大型注塑機，客戶來自全球超過80多個國家，包括歐洲、中南北美、東南亞及中東等地區。
震雄集團於1991年10月22日在香港聯合交易所正式上市。1990年, 蔣震捐献出其名下的震雄集團所有股份，成立了蔣震工業慈善基金，以支持與推動中國制造工業技術的前行與發展。